# Кабловски модем
Кабловски модем је уређај који је неопходан корисницима кабловске телевизије да користе услуге интернета тј. кабловског интернета. Функција кабловског модема је да раздвоји делове спектра који се односе на пренос радио и ТВ сигнала од података који се односе на интернет.
Кабловски модем има најмање три прикључка. Први прикључак је стандардни F-port конектор односно контектор за коаксијални кабл који је сличан конектору на полеђини ТВ апарата или видео-рекордера. Кабловска телевизија се прикључује на тај порт. Други и трећи интерфејс су Ethernet (мрежни) и USB конектори, којим се кабловски модем повезује са рачунаром.
Упркос и могућим „загушењима“ брзина преузимања података са интернета теоретски може имати вредност до 36 мегабита у секунди, а слања података до 10 мегабита у секунди.
Брзина је постигнута захваљујући томе што је кабловском модему за пренос информација на располагању један или два канала са опсегом од 6 MHz што је далеко изнад пропусног опсега класичне телефонске линије од 3 kHz.
Стандард који испуњавају овакве врсте модема у САД је DOCSIS (Data Over Cable Service Interface Specification) - постоје DOCSIS 1.0, DOCSIS 1.1, DOCSIS 2.0 и DOCSIS 3.0 који се разликују према пропусној моћи.